# The Magic Riddle
The Magic Riddle, conosciuto anche con il titolo Fantasia magica, è un film d'animazione australiano del 1991, scritto e diretto da Yoram Gross. La trama del film è caratterizzata da elementi di fiabe famose tra cui Cenerentola, Biancaneve e i sette nani, Cappuccetto Rosso e Pinocchio.

## Trama
Cindy, abbreviazione di Cinderella, vive con la matrigna e due sorellastre, Berta e Wilma. Cindy è costretta a fare tutto il lavoro domestico, ed è trattata come una serva. La vedova odia Cindy perché il defunto nonno della ragazza nascose il suo testamento, in cui cedeva tutta l'eredità familiare a Cindy. La vedova tiene volutamente Cindy occupata in modo che non trovi il testamento prima di lei. Un giovane di nome Phillip, loro vicino di casa, è incantato da Cindy. La vedova, invece, vuole fargli sposare Berta. Una notte, Cindy si addormenta prima di finire le sue faccende. A sua insaputa, una vecchia signora si intrufola in casa e finisce le sue faccende per lei. Wilma incontra la vecchia signora, che rivela di essere la nonna di Cindy. Whilma si impegna a mantenere il segreto. La notte seguente, però, la vedova si sveglia e insegue la nonna di Cindy fuori casa. Wilma, che ha visto tutto, rivela a Cindy della visita della nonna. La vedova chiede una consulenza allo specchio magico, che le mostra un travestimento da venditore. La vedova quindi visita casa della nonna nel bosco, e rapisce la vecchia, portandola al Castello di Cento Porte, da cui non c'è scampo. Cindy, vestita da Cappuccetto Rosso, cerca di trovare la strada per casa della nonna. Lungo la strada incontra un lupo che le consiglia di camminare lentamente per far attenzioni ai serpenti. Quando Cindy finalmente arriva alla casetta del bosco, è scioccata quando sua "Nonna" risulta essere il lupo. Dopo che Cindy fugge per la paura, il lupo toglie la maschera, rivelando di essere la vedova.
Cindy si siede vicino a un lago, raccontando le sue speranze al brutto anatroccolo, senza sapere che Phillip è in ascolto. Phillip alla fine si rivela e le dà un anello come segno. Cindy si reca nella stalla, dove grazie ai tre porcellini e agli altri animali, scopre che la vedova si era travestita da lupo. Poco dopo, Berta mette in fuga gli animali e accusa Cindy, che corre di nuovo a casa della nonna, dove scopre sette nani in legno e il burattino Pinocchio. Essi prendono vita quando Cindy li bacia, e le dicono che la vedova ha preso la nonna. La vedova organizza una festa in maschera per attirare Cindy alla villa. Cindy, venuta a conoscenza della festa, decide di andarci, in quanto è la possibilità di vedere ancora una volta Philippe. I nani fanno a Cindy un abito bianco, Pinocchio le lascia prendere in prestito le sue scarpe, e insieme creano un cigno a forma di slitta, così come una corona e la maschera di neve, ma l'avvertono: la maschera si scioglie a mezzanotte, così lei deve lasciare la festa prima di allora. Al ballo, la vedova cerca Cindy. Phillip è in un primo momento costretto a ballare con Berta, ma quando arriva Cindy, riversa le sue attenzioni a lei. Wilma balla con Pinocchio e s'innamora di lui.
Quando l'orologio segna le 12, il travestimento di Cindy si scioglie e lei è costretta a fuggire, con i suoi amici i nani e Pinocchio, perdendo la scarpa di Pinocchio. Quando la vedova si fa beffa di Wilma, che vuole ritrovare il suo Pinocchio, Wilma si vendica dicendo a Phillip che Cindy si trova a casa della nonna. La vedova chiede allo specchio magico di aiutarla e questi le mostra un travestimento: un cappello a punta, un naso che sembra di Pinocchio e una mela. La vedova, travestitasi, arriva a casa della nonna con la pretesa di essere la madre di Pinocchio. La vedova ipnotizza Cindy e la fa addormentare, per poi, a causa di Pinocchio, cadere in un pozzo. I sette nani, Pinocchio e Phillip finiscono per sentire grida di aiuto presso il Castello di Cento Porte. Quando Pinocchio entra, una delle sue scarpe si lega ad un chiodo e comincia a scucirsi. Dopo un po' di tempo la nonna si ritrova con i tutti gli altri all'interno del castello, e, seguendo la traccia lasciata dalla scarpa di Pinocchio, tutti insieme riescono a trovare l'uscita.
Quando tornano alla casa della nonna, Cindy giace incosciente sul letto e solo il bacio di Phillip riesce a svegliarla. La nonna le dice che il nonno le lasciò tutta l'eredità nel suo testamento, e che la risposta è nascosta nel suo enigma: una filastrocca che si conclude con "Solo Pinocchio, solo il suo fiuto ce lo rivelerà". Si scopre che il testamento è dentro il naso di Pinocchio. La nonna legge il testamento, che conferma che tutti i beni del nonno vanno a Cindy, ma che la vedova potrà servirsene fino a quando Cindy non si sposerà. Così Cindy e Phillip decidono di sposarsi e il matrimonio si svolge presso quella che era casa della vedova che, con Berta, è costretta a fare le pulizie che prima toccavano a Cindy. Dopo i festeggiamenti, i nani e Pinocchio tornano di legno, fra le lacrime di Cindy. Ma quando Wilma bacia Pinocchio, questi torna in vita per stare con lei.

## Colonna sonora
1. Julie Anthony – Ordinary Miracles
2. When I Was Just a Little Girl
3. I Will Find The Will
4. Mean Mean Mean
5. My Darling Daughters
6. Sisters Sisters
7. Cindy Do It Now
8. Try Not To Cry So
9. Pig Song
10. Oh Silver Bright Reflection
11. Grandma Dear Grandma
12. Now How Did It Go
13. Girl In The Snow White Dress
14. I'm Alive
15. Cinderella's Wedding Day
16. Instrumental Score Excerpts

## Distribuzione
Il film venne distribuito in Italia nel 1992 nel formato VHS dalla Eden Video. Un'edizione DVD, con titolo Fantasia Magica, è uscita nelle sole edicole allegata a diversi mensili per bambini: il film è un riversamento diretto della videocassetta, e non presenta alcun tipo di restauro.